# Elezioni regionali nei Paesi Baschi del 2024
Le elezioni regionali nei Paesi Baschi del 2024 si sono svolte il 21 aprile 2024 per il rinnovo dei 75 deputati del Parlamento basco.
Hanno visto la riconferma del Partito Nazionalista Basco che, nonostante la perdita di quattro seggi a discapito dell’opposizione, ha ottenuto la sua tredicesima maggioranza assoluta consecutiva nel Parlamento regionale. Parimenti, oltre alla crescita generale degli altri partiti dell’assemblea, il vero evento della tornata è stato la crescita di Eh Bildu che, con un aumento di 6 seggi, ha eguagliato il peso politico dei Nazionalisti.

## Sistema elettorale
Il Parlamento basco è l'ente legislativo unicamerale e devoluto della comunità autonoma dei Paesi Baschi che esercita i poteri legislativi nelle aree di interesse regionale stabilite dalla Costituzione spagnola e dallo Statuto di Autonomia dei Paesi Baschi. Elegge il Lehendakari, cioè il presidente dei Paesi Baschi, e possono rimuoverlo dalla posizione con una mozione di sfiducia.
Le elezioni vengono svolte a suffragio universale e possono votare tutti i cittadini maggiorenni con residenza nei Paesi Baschi. Nel 2022 la legge elettorale è stata emendata per rimuovere la pratica del cosiddetto "voto supplicato" (erreguzko botoa in basco, voto rogado in spagnolo), secondo la quale i cittadini spagnoli residenti all'estero dovevano presentare una richiesta perché gli fosse concesso votare.
I 75 deputati del Parlamento sono eletti usando il metodo D'Hondt e un sistema proporzionale, con una soglia di sbarramento posta al 3%. Il territorio regionale è suddiviso in tre circoscrizioni, che corrispondono ai tre territori storici di Álava, Biscaglia e Gipuzkoa, a ciascuna delle quali spettano 25 seggi.

### Data
La legislatura del Paralmento basco ha una durata di quattro anni a decorrere dalla data delle precedenti elezioni. Il decreto che indice le elezioni deve essere pubblicato al massimo 25 giorni prima della scadenza del mandato parlamentare, e pubblicato il giorno successivo nella gazzetta ufficiale dei Paesi Baschi (EHAA-BOPV), mentre le elezioni si svolgono 24 giorni dopo la pubblicazione. Considerando che le elezioni anteriori si sono svolte il 12 luglio 2020, l'ultima data utile sarebbe stata l'11 agosto 2024. La prerogativa di sciogliere il Parlamento basco e indire elezioni anticipate spetta al Lehendakari, ammesso che non siano in corso mozioni di sfiducia.
A seguito dell'annuncio del presidente della Xunta galiziana Alfonso Rueda di indire le elezioni nella regione il 18 febbraio 2024 è stato chiesto al Lehendakari uscente Urkullu se avesse intenzione di far svolgere le elezioni simultaneamente, come avviene dal 2009. Questi si è distanziato dalla decisione del presidente galiziano, dichiarando che "i Paesi Baschi non sono la Galizia". L'intenzione era quella di portare a termine la legislatura con l'approvazione di alcuni disegni di legge in sospeso, e che le regionali non coincidessero con le elezioni europee del 9 giugno. Il 22 febbraio, durante una riunione del Consiglio del Governo basco, Urkullu ha annunciato come data dei comizi il 21 aprile 2024.

## Candidati a Lehendakari
| Lista elettorale | Lista elettorale                                      | Partiti                                                                               | Candidato | Candidato          | Ideologia | Seggi nella legislatura precedente |
| ---------------- | ----------------------------------------------------- | ------------------------------------------------------------------------------------- | --------- | ------------------ | --- | ---------------------------------- |
|                  | Partito Nazionalista Basco                            | EAJ-PNV                                                                               |           | Imanol Pradales    | Cristianesimo democratico Autonomismo Nazionalismo basco Liberalismo sociale Collocazione: Centro/centro-destra | 31 / 75                            |
|                  | Euskal Herria Bildu                                   | EH Bildu                                                                              |           | Pello Otxandiano   | Abertzale Nazionalismo di sinistra Nazionalismo basco Indipendentismo Collocazione: Sinistra                    | 21 / 75                            |
|                  | Partito Socialista dei Paesi Baschi-Euskadiko Ezkerra | PSE-EE                                                                                |           | Eneko Andueza      | Socialdemocrazia Federalismo Collocazione: Centro-sinistra                                                      | 10 / 75                            |
|                  | Elkarrekin Podemos                                    | - Podemos Euskadi - Alleanza Verde                                                    |           | Miren Gorrotxategi | Socialismo democratico Progressismo Plurinazionalismo Collocazione: Sinistra                                    | 4 / 75                             |
|                  | Sumar Euskadi                                         | - Sumar Mugimendua - Ezker Anitza - Partito Comunista dei Paesi Baschi - Equo-Berdeak |           | Alba García        | Socialismo democratico Progressismo Plurinazionalismo Collocazione: Sinistra                                    | 2 / 75                             |
|                  | Partito Popolare                                      | PP Vasco                                                                              |           | Javier de Andrés   | Cristianesimo democratico Liberalismo Conservatorismo Foralismo Collocazione: Centro-destra                     | 5 / 75                             |
|                  | Vox                                                   | Vox                                                                                   |           | Amaia Martínez     | Nazionalismo spagnolo Conservatorismo Collocazione: Estrema destra                                              | 1 / 75                             |

## Risultati
| Partito Nazionalista Basco                                | 372 456   | 35,17 | 27 |  |  |  |
| Euskal Herria Bildu                                       | 343 609   | 32,44 | 27 |  |  |  |
| Partito Socialista dei Paesi Baschi-Euskadiko Ezkerra     | 150 752   | 14,23 | 12 |  |  |  |
| Partito Popolare                                          | 98 144    | 9,27  | 7  |  |  |  |
| Sumar                                                     | 35 402    | 3,34  | 1  |  |  |  |
| Podemos - Alleanza Verde                                  | 23 888    | 2,26  | –  |  |  |  |
| Vox                                                       | 21 696    | 2,05  | 1  |  |  |  |
| Partito Animalista Contro il Maltrattamento degli Animali | 5 585     | 0,53  | –  |  |  |  |
| Escaños en Blanco/Aulki Zuriak                            | 3 112     | 0,29  | –  |  |  |  |
| Por un Mundo más Justo                                    | 1 683     | 0,16  | –  |  |  |  |
| Altri <0,15%                                              | 2 747     | 0,26  | –  |  |  |  |
| Voti in bianco                                            | 10 523    | 0,99  | –  |  |  |  |
| Totale                                                    | 1 059 074 | 100   | 75 |  |  |  |
|                                                           |           |       |    |  |  |  |
| Voti non validi                                           | 18 382    | 1,71  |    |  |  |  |
| Votanti                                                   | 1 077 456 | 60,02 |    |  |  |  |
| Elettori                                                  | 1 795 213 |       |    |  |  |  |